# لايدونيا
لايدونيا، هي إحدى المجتمعات في مقاطعة أفيلينو، منطقة كامبانيا، جنوب إيطاليا، وتطل على نهر أوسينتو الذي يصب في لاغو دي سان بيترو (بحيرة القديس بطرس)، وهي بحيرة صناعية. المدينة جزء من أبرشية الروم الكاثوليك في أريانو إيربينو لايدونيا.

## تاريخ
تم تسمية لايدونيا لأول مرة اكودونياد من قبل اوسكي ثم ايردونيا. بعد العديد من عمليات التدمير، أعاد الرومان بناءها، باسم اكويلونيا، وكانت جزءًا من قبيلة جاليريا. سميت فيما بعد ال كيدونيا  ثم كيدوقنا حتى عام 1800. أخيرًا أصبحت لايدونيا.
في عام 517 بعد الميلاد، أعطاها الإمبراطور جستنيان للرهبان البينديكتين.
كانت تحت حكم اللومبارديين وكونتات كونزا والنورمانديين، ثم أصبحت إقطاعية عائلة بالفانو [balvano (famiglia)] وعائلات أورسيني وباباكودا ودوريا.
تشتهر لايدونيا بـ "مؤامرة بارونات" مملكة نابولي ضد الملك فرديناند الأول ملك نابولي، والتي تشكلت في كاتدرائية لايدونيا عام 1484.
عانت لايدونيا كثيرًا من الزلازل، خاصة في عامي 1694 و 1702. في عام 1930 دمر زلزال عنيف آخر المدينة بأكملها. عاش السكان، مؤقتًا، في منازل مقاومة للزلازل وفقط في عام 2001 تمكنوا من الانتقال إلى منازل أكثر حداثة بنيت بعد زلزال 1980 الذي قتل فيه حوالي 3000 شخص في جنوب إيطاليا.